# Narzeczona laleczki Chucky

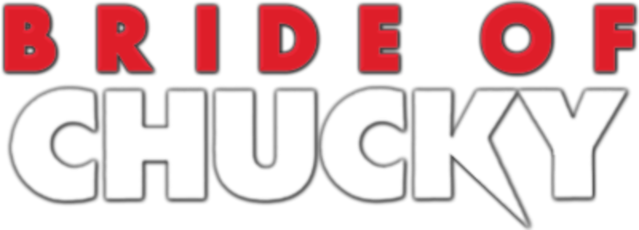
Logo filmu

Narzeczona laleczki Chucky (tytuł oryg. Bride Of Chucky lub Child's Play 4: Bride of Chucky ) – amerykański filmowy horror z roku 1998, kontynuacja Laleczki Chucky (1988) Toma Hollanda. Film do scenariusza autorstwa Dona Manciniego (pracującego przy poprzednich filmach z serii) wyreżyserował hongkoński filmowiec Ronny Yu, przyszły twórca Freddy’ego kontra Jasona (2003).
Film – w przeciwieństwie do poprzednich elementów cyklu – powstał w konwencji komediowej, pod wieloma aspektami jest także zamierzoną autoparodią.

## Fabuła
Tiffany, fanatyczka praktyk voodoo, obłąkana fascynacją wobec Charlesa Lee Raya, wykrada z policji laleczkę Chucky, która zostaje następnie wskrzeszona. Okazuje się, że Tiffany i Charles byli w przeszłości parą. Miłość ta na przestrzeni kolejnych lat stała się dla Tiffany powodem uczuciowych rozterek. W akcie zemsty Chucky zostaje zniewolony przez swoją wybawicielkę. Dziewczyna kupuje mu „koleżankę” – piękną i kosztowną lalkę. Niestety, naiwna ekscentryczka pada ofiarą Chucky’ego i zostaje uwięziona w ciele zabawki. Nawiedzona parka ma własne plany – decyduje się do nich wykorzystać nieświadomą niczego grupkę nastolatków. W tym celu nieszczęśni Jade i Jesse muszą eksportować dość niewinnie wyglądające lalki na cmentarz, gdzie pochowany jest Ray.

## Obsada
- Brad Dourif – głos Chucky’ego
- Jennifer Tilly – Tiffany
- Katherine Heigl – Jade
- Nick Stabile – Jesse
- Gordon Michael Woolvett – David „Dave” Collins
- Alexis Arquette – Howard Fitzwater alias Damien Baylock
- John Ritter – Warren Kincaid, szef policji
- Lawrence Dane – Preston
- Michael Johnson – oficer Norton
- James Gallanders – Russ
- Janet Kidder – Diane
- Vince Corazza – Robert Bailey
- Kathy Najimy – Tabby, pokojówka

## Nawiązania kulturalne
Film zawiera liczne nawiązania do innych produkcji z gatunku horroru, w tym także do poprzednich części z serii Laleczka Chucky.
Niektóre z aluzji to:
- Scena rozpoczynająca film, w której w policyjnym schowku dowodów zbrodni ukazane zostają maski Jasona Voorheesa (bohatera Piątku, trzynastego) i Michaela Myersa (Halloween), piła łańcuchowa Leatherface’a (Teksańska masakra piłą mechaniczną) oraz rękawica Freddy’ego Kruegera (Koszmar z ulicy Wiązów). Obok wyżej wymienionych Chucky stawiany jest jako jeden z najpopularniejszych filmowych morderców.
- Sam tytuł i dwie sceny (w łazience w przyczepie Tiffany oraz na cmentarzu) nawiązują do klasycznego horroru Jamesa Whale’a pt. Narzeczona Frankensteina (1935). Ponadto zarówno film Ronny’ego Yu jak i Whale’a sfinansowała ta sama wytwórnia – Universal.
- Postać Damiena Baylocka; nawiązuje ona do Antychrysta w filmach z serii Omen (Damien Thorn) oraz do pani Baylock, niani Damiena w pierwszym filmie z cyklu.
- Morderstwo szeryfa Warrena Kincaida – w głowę i twarz mężczyzny wbite zostają gwoździe. Przypomina on wówczas postać Pinheada, bohatera Hellraisera.
- Gdy Jesse pyta Chucky’ego, jak on i Tiffany stali się lalkami, ten odpowiada, że jest to długa historia, na której opowieść złożyć musiałyby się trzy lub cztery filmy (przed Narzeczoną laleczki Chucky powstały trzy horrory z serii przygód morderczej lalki).

## Box office
| Świat | US$ 50,671,850 |